# فینافلوکساسین
فینافلوکساسین(به انگلیسی: Finafloxacin) (Xtoro) یک آنتی بیوتیک فلوروکینولونی است. در ایالات متحده، برای درمان بیماری اوتیت خارجی (گوش شناگر) ناشی از باکتری‌های سودوموناس آئروژینوزا و استافیلوکوکوس اورئوس توسط سازمان غذا و دارو تایید شده‌است.

### سنتز
سنتز فینافلوکساسین در حق ثبت اختراعات آن به تفصیل شرح داده شده‌است. نمونه ای از سنتز آن در زیر آورده شده‌است: